# Piano dell'offerta formativa
Il piano dell'offerta formativa (in acronimo POF) dal 2015 piano triennale dell'offerta formativa (PTOF) è un atto previsto dalla legge italiana con cui ciascuna scuola di ogni ordine e grado presenta le proprie specifiche scelte formative. 
Venne istituito dalla legge 15 marzo 1997, n. 59 il relativo regolamento venne emanato D.P.R 8 marzo 1999, n. 275; ulteriori modifiche sono state apportate durante il governo Renzi con la legge 13 luglio 2015, n. 107. È consultabile nello spazio di ciascuna scuola, accessibile dal portale del Ministero dell'Istruzione "Scuola in chiaro".

## Sinossi generale
Il P.T.O.F., espressione dell'autonomia della scuola, "nel rispetto degli obiettivi del sistema nazionale di istruzione e degli standard di livello nazionale" esplicita le finalità educative, gli obiettivi generali e le attività didattiche, curricolari, extracurricolari ed educative, con le risorse previste per realizzarle, finalizzate al successo formativo degli studenti.  Esso costituisce un "documento fondamentale costitutivo dell'identità culturale e progettuale delle istituzioni scolastiche" nel Decreto del Presidente della Repubblica 8 marzo 1999, n. 275 , che nell'art. 3 ne dettaglia le caratteristiche. Il documento contiene specifiche scelte didattico-pedagogiche, organizzative e gestionali,  in base alle caratteristiche sociali, culturali, scolastiche e demografiche del contesto di appartenenza, tenuto conto della programmazione dell'offerta formativa del territorio. Le progettualità espresse si caratterizzano per la flessibilità didattica e organizzativa, al fine di adattare l'offerta ai bisogni degli studenti, valorizzando la professionalità degli insegnanti e le loro scelte metodologiche. 
Per la sua redazione il dirigente scolastico "attiva i necessari rapporti con gli enti locali e con le diverse realtà istituzionali, culturali, sociali ed economiche operanti sul territorio"; raccoglie inoltre le proposte e i pareri delle famiglie e, per le scuole secondarie di secondo grado, degli studenti.
Nel P.T.O.F. sono inoltre indicate le attività di formazione rivolte al personale amministrativo e il fabbisogno dei posti relativo a docenti e personale amministrativo.

## Struttura
Ai sensi della legge 107/2015, all'art. 1, commi 12-17, oltre alla predisposizione non più annuale, ma per un triennio del piano, nonostante sia rivedibile annualmente, sono state apportate modifiche all'art. 3 del D.P.R. 275/1999, quali: 
a) l'inserimento di informazioni circa: 
- la programmazione della formazione del personale;
- la definizione delle risorse;
- il fabbisogno dei posti del personale;
- la verifica del rispetto del limite dell'organico assegnato da parte dell'ufficio scolastico regionale;
- il fabbisogno di infrastrutture e di attrezzature materiali;
- i piani di miglioramento dell'istituzione scolastica.

b) l'esplicitazione delle azioni mirate ad assicurare "l'attuazione dei principi di pari opportunità";
c) la pubblicizzazione del P.T.O.F. "anche al fine di permettere una valutazione comparativa da parte degli studenti e delle famiglie".

## Gli ambiti didattico-organizzativi
Il P.T.O.F., in un'ottica formativa, indica quali elementi distintivi dell'autonomia scolastica :
- la possibilità di opzione offerte agli studenti e alle famiglie
- discipline e attività aggiuntive nella quota facoltativa del curricolo
- raggruppamenti di discipline in ambiti disciplinari
- azioni di continuità, orientamento, sostegno e recupero corrispondenti alle esigenze degli alunni concretamente rilevate
- l'articolazione modulare del monte ore annuale di ciascuna disciplina e attività
- l'articolazione modulare di gruppi di alunni provenienti dalla stessa o da diverse classi
- modalità e criteri per la valutazione degli alunni e per il riconoscimento dei crediti
- organizzazione adottata per la realizzazione degli obiettivi generali e specifici dell'azione didattica
- azioni di rete
- progetti di ricerca e sperimentazione

## Il monitoraggio
È anche piano di monitoraggio nei confronti del lavoro svolto da studenti e insegnanti. La legge n. 59 (di cui sopra) impone il regolare e il metodico controllo da parte dei dirigenti scolastici (presidi) nei confronti dei professori tramite questionari on-line e volontà di effettuare riunioni collegiali.